# Gonzanamá
Gonzanamá ist eine Ortschaft und die einzige Parroquia urbana („städtisches Kirchspiel“) im Kanton Gonzanamá der ecuadorianischen Provinz Loja. Die Parroquia besitzt eine Fläche von 72,59 km². Die Einwohnerzahl lag im Jahr 2010 bei 2521. Davon wohnten 1412 Einwohner im Hauptort Gonzanamá.

## Lage
Die Parroquia Gonzanamá liegt in den westlichen Anden im Süden von Ecuador. Im Norden und im Osten verläuft ein bis zu 3100 m hoher Gebirgskamm. Das Areal wird nach Südwesten über den Río Pindo, rechter Quellfluss des Río Macará (Río Calvas) entwässert. Die etwa 2050 m hoch gelegene Ort Gonzanamá befindet sich 35 km südsüdwestlich der Provinzhauptstadt Loja. Die Fernstraße E69 (Cariamanga–Catamayo) führt an Gonzanamá vorbei.
Die Parroquia Gonzanamá grenzt im Osten an die Parroquia Purunuma, im Süden an die Parroquia Quilanga (Kanton Quilanga), im Westen an die Parroquia Changaimina, im Südwesten an die Parroquia Sacapalca sowie im Norden an die Parroquia Nambacola.

## Geschichte
Am 27. September 1943 wurde der Kanton Gonzanamá gegründet und Gonzanamá wurde als Parroquia urbana Sitz der Kantonsverwaltung. Zuvor war Gonzanamá eine Parroquia rural im Kanton Loja.